# كامآزولين
كامآزولين هو هيدروكربون عطري متعدد الحلقات من مشتقات الآزولين له الصيغة الكيميائية C14H16؛ ويكون على شكل بلورات بنية-سوداء تعطي محلولاً أزرق اللون.
عزل المركب لأول مرة سنة 1863 من قبل الكيميائي Septimus Piesse على شكل سائل أزرق اللون من زيت البابونج.

## الوفرة الطبيعية

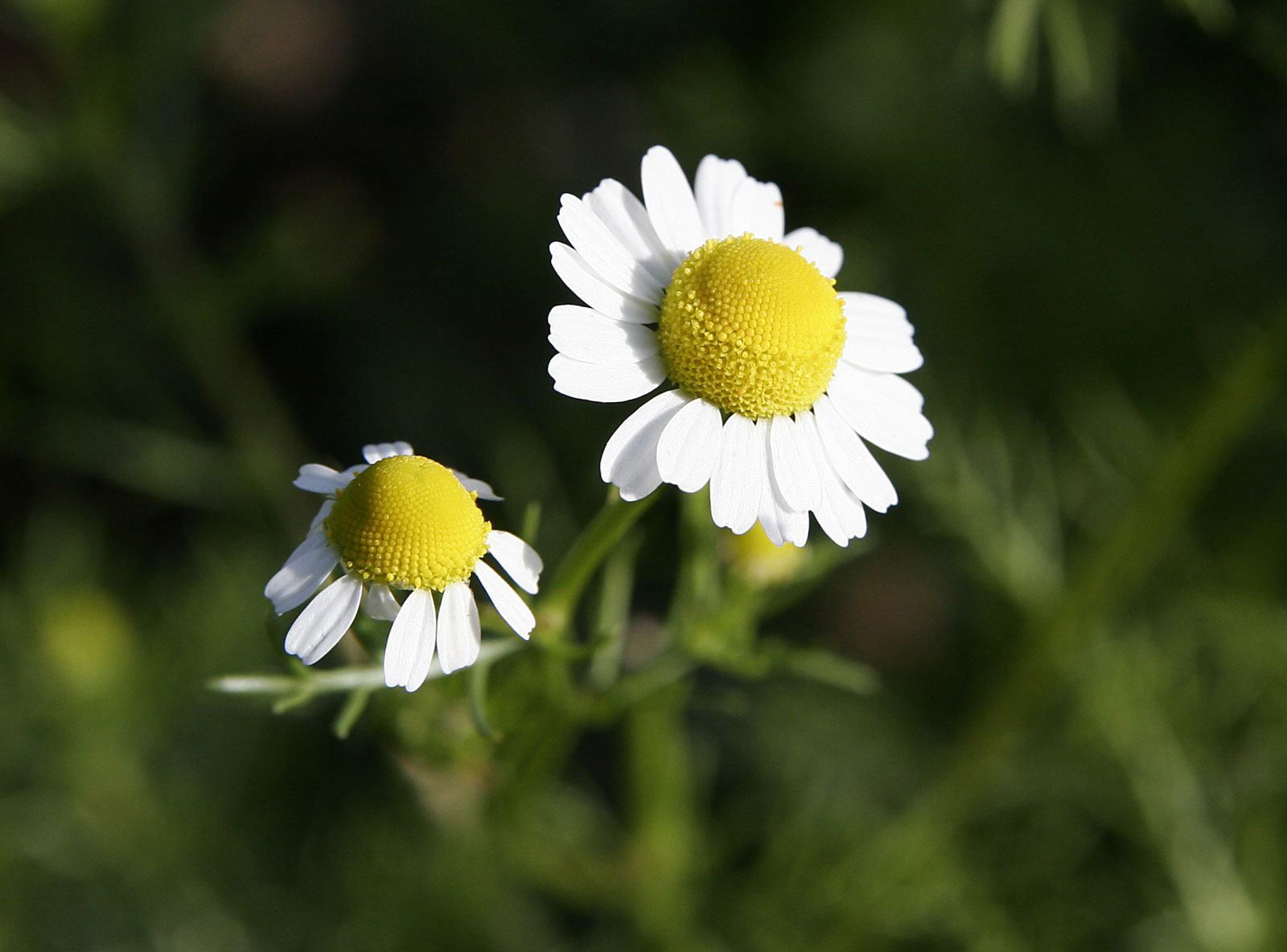
يحوي المستخلص أزرق اللون من نبات البابونج الألماني Matricaria chamomilla على الكامآزولين.

يعد مركب كامآزولين أحد مكونات الزيت العطري لعدد من النباتات من ضمنها البابونج الألماني وشيح ابن سينا والقيصوم ألفي الأوراق.

## الاصطناع الحيوي
يتم الاصطناع الحيوي للكامآزولين في النباتات انطلاقاً من مركب سيسكويتربين وهو ماتريسين matricin.

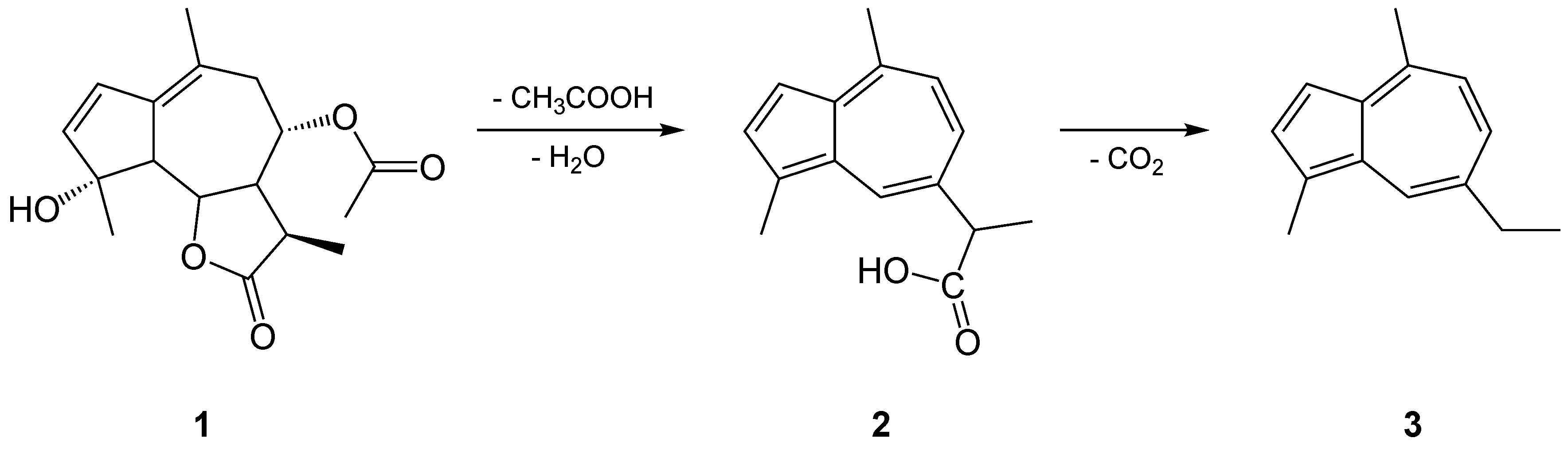
تحضير كامآزولين (3) من الماتريسين (1) عبر مركب وسطي على شكل حمض كربوكسيلي (2).

## الخواص
لمركب كامآزولين خواصاً مضادة للالتهاب في الجسم الحي، ويعمل على تثبيط إنزيم CYP1A2.